# Violent Demise: The Last Days
Violent Demise: The Last Days è il terzo album in studio del gruppo heavy metal statunitense Body Count, pubblicato nel 1997.

## Tracce
1. Interview – 1:08
2. My Way (featuring Raw Breed) – 3:11
3. Strippers Intro – 0:18
4. Strippers – 4:33
5. Truth or Death – 3:14
6. Violent Demise – 3:44
7. Bring It to Pain – 4:27
8. Music Business – 0:12
9. I Used to Love Her – 3:16
10. Root of All Evil – 4:23
11. Dead Man Walking – 4:50
12. Interview End – 0:21
13. You're Fuckin' with BC – 3:29
14. Ernie's Intro – 0:15
15. Dr. K – 2:48
16. Last Days – 6:03

## Formazione
- Ice-T – voce
- Ernie C. – chitarre
- Mooseman – basso
- D-Roc – chitarra
- Beatmaster "V" – batteria